# Associazione Calcio Ospitaletto 1995-1996
Questa voce raccoglie le informazioni riguardanti l'Associazione Calcio Ospitaletto nelle competizioni ufficiali della stagione 1995-1996.

## Rosa
| N. |                   | Ruolo | Calciatore           |
| -- | ----------------- | ----- | -------------------- |
|    | Italia (bandiera) | A     | Luca Barbieri        |
|    | Italia (bandiera) | A     | Andrea Benedetti     |
|    | Italia (bandiera) | A     | Edi Bivi             |
|    | Italia (bandiera) | C     | Andrea Borgogni      |
|    | Italia (bandiera) | C     | Paolo Breda          |
|    | Italia (bandiera) | A     | Luca Caprini         |
|    | Italia (bandiera) | A     | Matteo Capuzzi       |
|    | Italia (bandiera) | C     | Omar Danesi          |
|    | Italia (bandiera) | D     | Chrisatian D'Antuono |
|    | Italia (bandiera) | C     | Alessandro Ettori    |
|    | Italia (bandiera) | D     | Emiliano Fermi       |
|    | Italia (bandiera) | C     | Corrado Ferracuti    |
|    | Italia (bandiera) | P     | Ivan Gamberini       |
|    | Italia (bandiera) |       | Maffezzoli           |

| N. |                   | Ruolo | Calciatore        |
| -- | ----------------- | ----- | ----------------- |
|    | Italia (bandiera) | D     | Mauro Mariani     |
|    | Italia (bandiera) | D     | Marco Morotti     |
|    | Italia (bandiera) | D     | Antonio Pedretti  |
|    | Italia (bandiera) | C     | Cristian Pepe     |
|    | Italia (bandiera) | C     | Josè Pirri (I)    |
|    | Italia (bandiera) | C     | Elenio Ragnolini  |
|    | Italia (bandiera) | A     | Matteo Rastelli   |
|    | Italia (bandiera) | P     | Matteo Rigamonti  |
|    | Italia (bandiera) | D     | Stefano Saresini  |
|    | Italia (bandiera) | C     | Carlo Serra       |
|    | Italia (bandiera) | A     | William Tagliabue |
|    | Italia (bandiera) | C     | Luigi Tirelli     |
|    | Italia (bandiera) | D     | Ivan Tolotti      |
|    | Italia (bandiera) | D     | Roberto Torchio   |